# Real Life Toys
Real Life Toys war ein britischer Hersteller von Automobilen.

## Unternehmensgeschichte
John Cowperthwaite gründete 1991 das Unternehmen in Sheffield in der Grafschaft South Yorkshire. Er begann mit der Produktion von Automobilen und Kits. Der Markenname lautete u. a. RLT. 1995 endete die Produktion. White Rose Vehicles setzte die Produktion unter eigenem Markennamen fort. Insgesamt entstanden etwa 100 Exemplare.

## Fahrzeuge
Ein Modell war der RLT Husky. Er stand von 1991 bis 1995 im Sortiment und ähnelte dem Willys Jeep. Die Karosserie bestand aus MDF. Viele Teile stammten von Ford.
Außerdem stellte das Unternehmen zwischen 1991 und 1992 den Midge der Marke Midge her.